# فرانچسکو بلی
فرانچسکو بلی (انگلیسی: Francesco Belli؛ زادهٔ ۱۳ مارس ۱۹۹۴) بازیکن فوتبال اهل ایتالیا است.
از باشگاه‌هایی که در آن بازی کرده‌است می‌توان به باشگاه فوتبال پیستویزه، باشگاه فوتبال فیورنتینا، و باشگاه فوتبال ویرتوس انتلا اشاره کرد.